# Štýrský brakýř
Štýrský brakýř, také nazývaný štýrský hrubosrstý brakýř (anglicky: Styrian coarse-haired Hound, německy: Steirische Rauhhaarbracke) je rakouské psí plemeno.

## Historie
Štýrský brakýř byl vyšlechtěn v Rakousku, v provincii Štýrsko okolo roku 1870 . Jeho hlavním využitím měl být dosled a případné usmrcení zvířete, jednalo se hlavně o kance a jeleny. Za zakladatele chovu je považován Carl Peintinger, ten mezi sebou křížil hannoverské barváře a istrijské hrubosrsté honiče . Za zakládající fenu je považována hannoverská barvářka Hella. Peintinger chtěl vyšlechtit psa schopného pohybovat se i v náročném terénu, které nebude mít přílišné požadavky a na vzhled nedbal. Křížení a šlechtění oficiálně přestalo v roce 1890, tehdy byl štýrský brakýř formálně uznán za plemeno . Tehdy i dnes se dbá hlavně na lovecké umění psů a jen málokdy je uvidíme jako společníky.
Standard plemene byl vypracován v roce 1888 podle skupiny 26 psů, které vlastnil sám Peintinger a ti měli být předlohou pro budoucí zástupce plemene . V roce 1890 pak bylo plemeno uznáno. Po roce 1900 pak byli štýrští brakýři kříženi ještě s plavým bretaňským honičem , pro zlepšení kvalit plemene. První světová válka zničila téměř všechny chovatele a mnoho plemen při ní úplně vyhynulo. Na pokraji byl i štýrský brakýř, kterého se nakonec podařilo zachránit jen díky pomoci Otta Byloffa, což byl známý chovatel těchto psů .
Oficiální používaná zkratka v Česku je BS a štýrského brakýře u nás zastřešuje Klub chovatelů honičů. Nachází se zde pár chovatelských stanic, ale co se globální obliby plemene týče, pak je velmi vzácné a ohrožené. Nejvíce se vyskytují v rodném Rakousku.

## Charakteristika
Štýrský brakýř je pes středního vzrůstu lehké konstrukce s dobře osvaleným tělem. Obdélníkového rámce. Srst, která pokrývá celé jeho tělo, je na dotek hrubá a má různé tóny červené a světle žluté. Je odolná vůči zimě, vodě i jiným nešvarům počasí. Má "drsný výraz", přestože není agresivní .
Povahově je štýrský brakýř pracovitý, klidný, ale vášnivý lovec s vysoce vyvinutými loveckými pudy. Je zvyklý sledovat stopu hlasitě. Vůči své rodině je loajální, ale plně oddaný je jen jednomu členovi rodiny, kterého poslouchá. Je inteligentní, bystrý a rychle se učí. Bez známek dominance nebo tvrdohlavosti. Je to velmi dobrý hlídač, upozorní hlasitým štěkotem na každého kolemjdoucího a v případě nutnosti je schopný tvrdě bránit svoji rodinu i majetek. K dětem je přívětivý a milý, ale nenechá si vše líbit, obzvláště některé dětské hry mu mohou být nepříjemné. Je vhodné, chovat jej ve větší smečce psů, ale pracovat je zvyklý sám. S ostatními zvířaty nevychází dobře, naopak, většinou má sklony je štvát a následně dávit.

### Chovné podmínky
Chovné podmínky pro štýrské brakýře jsou poněkud přísné, protože pes či fena, kteří chtějí být zařazení do chovu musejí alespoň 2x na výstavě dostat známku "výborný" nebo "velmi dobrý" a musí se jednat o výstavy klubové, speciální, národní či mezinárodní . Podmínkou je také složení alespoň jedné zkoušky z lovecké upotřebitelnosti. Standardně to bývá honičská zkouška (HZ) či barvářské zkoušky honičů (BZH). Většina chovných jedinců má obě.